# Tribidrag

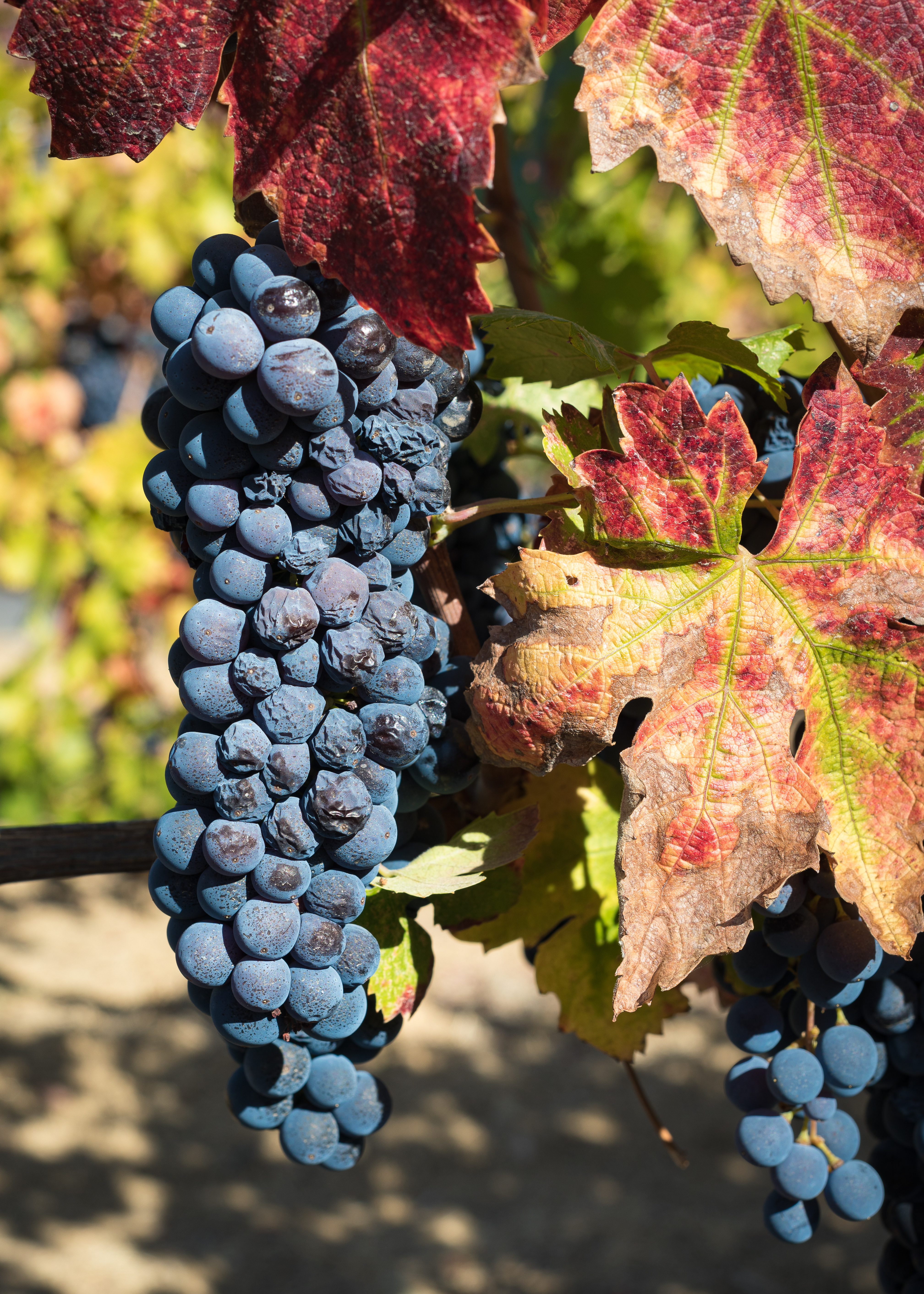
Struguri Zinfandel

Zinfandel sau  Primitivo este un soi de viță de vie cultivat în special în California, SUA unde caracteristicile solului și climatului îl avantajează, și permit obținerea unor vinuri de înaltă calitate.
Zinfandel este identic cu soiul Primitivo di Gioia, cultivat în provincia Puglia din sudul italiei. Sinonime: Primitivo di Manduria și Primitivo di Puglia. Este cultivat și pe malul opus al Adriaticii, în fosta Iugoslavie, unde este cunoscut sub numele Crljenak (kastelanski). (Din încrucișarea acestuia cu soiul Dobricici s-a obținut Plavac (mali) (citește Plavaț), care dă un vin roșu sec, asemănător cu Zinfandel, popular în fosta Iugoslavie și în Europa occidentală.)
Denumirea Zinfandel este o potrivire „după ureche” a denumirii germane Zierfändler. Însă Zierfändler este de fapt numele unei alte varietăți de strugure, originar probabil din Austria, unde este de altfel răspândit și astăzi. Zierfändler dă alte calități de vinuri, albe, îndeosebi în zona viticolă de la Gumpoldskirchen.

## Caracteristici
Vinul Zinfandel e un vin roșu sec cu calități deosebite și e considerat „perla vinului” de California (asemănător cu Feteasca neagră pentru vinurile românești). 

Zinfandelul e un vin care are un buchet cu arome complexe de fructe (în general de pădure) și condimente (cum ar fi vanilia etc). Se bea îndeosebi la mâncăruri cu gust puternic, cum ar fi carnea de miel, de vită și vânat. Se poate servi de asemenea cu la cașcaval. Vinul Zinfandel de viță veche (Old Vine Zinfandel) este un vin superior.
Mai există un vin destul de răspândit, numit White Zinfandel. Acesta este un vin rosé și se obține din mustul strugurilor Zinfandel de calitate redusă, mustul de calitate superioară fiind desigur utilizat la crearea vinului Zinfandel propriu-zis. Varietatea White Zinfandel, de culoare rozalie și cu gust demidulce, se consumă de obicei rece.